# 省縣自治法
《省縣自治法》與《直轄市自治法》為中華民國舊行之地方自治法律。1994年7月由第二屆立法院三讀通過後由中華民國總統公布，取代了以往由各省各直轄市自行制定的實施地方自治相關行政命令。而隨後複因憲法第四次增修，該二法律在1999年1月被新公布之《地方制度法》取代。

## 背景
依照1947年《中華民國憲法》中關於對地方制度的相關規定，省、縣得依據中央立法之「省縣自治通則」制定包含省長、省議會議員、縣長、縣議會議員由民選產生之相關自治法，並有「直轄市之自治，以法律定之」之條款。但隨後由於第二次国共内战爆發，「省縣自治通則」及「直轄市自治」一直無法完成立法。
政府遷臺後，借鑑於第二次国共内战之結果以及先前二二八事件的經驗，中華民國政府希望借由擴大舉行選舉以維持其標榜「民主」、「行憲」之表象。，1950年4月，行政院核准臺灣省頒布《臺灣省各縣市實施地方自治綱要》，在「省縣自治通則」尚未完成立法的情況下以行政命令來實施地方自治。隨後行政院也頒布《臺灣省臨時省議會組織規程》等以進行臺灣省臨時省議會議員選舉。隨後成立的直轄市臺北市與高雄市亦循此先例以行政命令制定實施地方自治綱要。而位處中華民國與中华人民共和国軍事對峙前線的福建省金門縣與連江縣（馬祖）則因實施「戰地政務」而由國防部直接管理。實際上1950年代至1990年代初期，中華民國政府以國家遭遇巨變以及動員戡亂等理由，罔顧憲法之明文規定而不進行「省縣自治通則」以及「直轄市自治」之立法程序，地方自治一直沒有國會立法院的法律授權，原則上一直未能依法行政。
| 行政區域 | 行政區域 | 實施地方自治相關行政命令                                                                                            |
| -------- | -------- | --- |
| 省       | 臺灣省   | 《臺灣省各縣市實施地方自治綱要》（1950年）、《臺灣省臨時省議會組織規程》（1951年）→《臺灣省議會組織規程》（1959年） |
| 省       | 福建省   | 《金門、馬祖地區戰地政務實驗辦法》（1956年）→《福建省金門縣連江縣實施地方自治綱要》（1992年）                       |
| 直轄市   | 臺北市   | 《臺北市各級組織及實施地方自治綱要》（1967年）                                                                      |
| 直轄市   | 高雄市   | 《高雄市各級組織及實施地方自治綱要》（1979年）                                                                      |

1990年臺北市議會與臺灣省議會分別通過民主進步黨籍議員之提議，針對其合憲性聲請釋憲，4月司法院大法官分別做成第259、260號解釋。其中雖然認同現行之地方自治相關行政命令有效，但亦要求應「從速制定直轄市自治之法律」與「妥速為現階段符合憲法程序之解決」省縣地方自治事項。

## 實施過程
第二屆立法院分別於1994年7月7日與8日三讀通過了《省縣自治法》與《直轄市自治法》。該二法律於1994年7月29日由第八任總統李登輝公布施行，全國的地方自治與地方選舉始有法源依據。而該二法律之條文大抵參照既有各省各直轄市的《實施地方自治綱要》中已建立之制度；但其中也依照新的《憲法增修條文》規定，省長與直轄市長由人民直接選舉產生，為地方自治開辦以來之首見。但須要注意法律中亦有條款「轄區不完整之省，其議會與政府之組織，由行政院另定之」（第64條），因當時福建省依照其1949年以前領土被視為轄區不完整之省，故其議會與首長並未開放選舉。
| 行政區域 | 行政區域 | 機關                    | 主要人事                | 1994年12月以前                        | 1994年12月－1998年12月            | 1998年12月以後 | 備註 |
| 行政區域 | 行政區域 | 機關                    | 主要人事                | 各省各直轄市自定 《實施地方自治綱要》 | 《省縣自治法》與 《直轄市自治法》 | 《地方制度法》 | 備註 |
| -------- | -------- | ----------------------- | ----------------------- | ------------------------------------- | --------------------------------- | -------------- | --- |
| 省       | 臺灣省   | 省政府                  | 主席→省長→主席          | 中央政府派任                          | 直接選舉                          | 中央政府派任   | - 1998年實施省虛級化，省級機關精簡， 省下各縣、市由中央政府直接管轄。 - 2018年實施省級機關去任務化， 不再派任省政府主席與諮議會諮議員。 |
| 省       | 臺灣省   | 省議會→省諮議會         | 議員→諮議員             | 直接選舉                              | 直接選舉                          | 中央政府派任   | - 1998年實施省虛級化，省級機關精簡， 省下各縣、市由中央政府直接管轄。 - 2018年實施省級機關去任務化， 不再派任省政府主席與諮議會諮議員。 |
| 省       | 福建省   | 省政府                  | 主席                    | 中央政府派任                          | 中央政府派任                      | 中央政府派任   | - 1998年實施省虛級化，省級機關精簡， 省下各縣、市由中央政府直接管轄。 - 2018年實施省級機關去任務化， 不再派任省政府主席與諮議會諮議員。 |
| 省       | 福建省   | 未設省議會→未設省諮議會 | 未設省議會→未設省諮議會 | 不適用                                | 不適用                            | 不適用         | - 1998年實施省虛級化，省級機關精簡， 省下各縣、市由中央政府直接管轄。 - 2018年實施省級機關去任務化， 不再派任省政府主席與諮議會諮議員。 |
| 直轄市   | 臺北市   | 市政府                  | 市長                    | 中央政府派任                          | 直接選舉                          | 直接選舉       | - 2010年與2014年另有成立新直轄市， 各直轄市長與議員由直接選舉產生至今。                                                                 |
| 直轄市   | 臺北市   | 市議會                  | 議員                    | 直接選舉                              | 直接選舉                          | 直接選舉       | - 2010年與2014年另有成立新直轄市， 各直轄市長與議員由直接選舉產生至今。                                                                 |
| 直轄市   | 高雄市   | 市政府                  | 市長                    | 中央政府派任                          | 直接選舉                          | 直接選舉       | - 2010年與2014年另有成立新直轄市， 各直轄市長與議員由直接選舉產生至今。                                                                 |
| 直轄市   | 高雄市   | 市議會                  | 議員                    | 直接選舉                              | 直接選舉                          | 直接選舉       | - 2010年與2014年另有成立新直轄市， 各直轄市長與議員由直接選舉產生至今。                                                                 |

該二法律公布後，1994年12月3日全國舉行了第一屆省長與直轄市長選舉，選舉宋楚瑜為臺灣省省長、陳水扁為臺北市市長、吳敦義為高雄市市長。

## 後續
| 行政區域 | 行政區域 | 人口       | 人口比例 | 面積（km²） | 面積比例 |
| -------- | -------- | ---------- | -------- | ----------- | -------- |
| 省       | 臺灣省   | 17,055,966 | 80.537%  | 35,580.7870 | 98.318%  |
| 省       | 福建省   | 52,082     | 0.246%   | 180.4560    | 0.499%   |
| 直轄市   | 臺北市   | 2,653,578  | 12.530%  | 271.7997    | 0.751%   |
| 直轄市   | 高雄市   | 1,416,248  | 6.687%   | 156.4623    | 0.432%   |
| 總計     | 總計     | 21,177,874 | 100.000% | 36,189.5050 | 100.000% |

1997年7月憲法第四次增修後，加入省制虛級化之相關條文。修憲使得《省縣自治法》中部份條文與《憲法增修條文》相牴觸，故當時之第三屆立法院於1998年10月制定《臺灣省政府功能業務與組織調整暫行條例》做為臺灣省虛級化過渡時期之法源。1999年1月，第三屆立法院於任期結束前夕通過了《地方制度法》，取代了《省縣自治法》與《直轄市自治法》成為規範全國各級行政區域之地方政府組織及自治事項之單一法律。